# Zonă contiguă
Zona contiguă este fâșia de mare adiacentă mării teritoriale care se întinde spre largul mării până la distanța de 24 mile marine.
În zona contiguă, statul riveran poate exercita controlul necesar în scopul : 
- de a preveni încălcările legilor și reglementărilor sale vamale, fiscale, sanitare sau de imigrare pe teritoriul său sau în marea sa teritorială;
- de a reprima încălcările acestor legi și reglementări comise pe teritoriul său sau în marea sa teritorială.

În zona sa contiguă, România, exercită controlul pentru prevenirea și reprimarea încălcărilor, pe teritoriul său, ale legilor și reglementărilor sale din domeniul vamal, fiscal, sanitar și al trecerii frontierei de stat. 
Asigurarea respectării regimului juridic al frontierei de stat a României, a drepturilor suverane ale statului român în zona contiguă și în zona economică exclusivă revine Ministerului de Interne prin Poliția de Frontieră Română și altor instituții abilitate prin lege, în conformitate cu prevederile legislației în materie.